# Aimar de Cluny
Aimar de Cluny, también conocido como Aymardus de Cluny, fue un religioso francés, tercer abad de Cluny que sucedió a Odón de Cluny. Nacido en el año 910, fue abad de Cluny desde el año 942 hasta su renuncia en el año 954 , once años antes de su muerte, que acaeció el 5 de octubre de 965, día en el que se celebra su festividad. Le sucedió como  cuarto abad de Cluny, Mayolo. 

## Elección
Muy poco es sabido sobre su vida y las únicas referencias provienen de las biografías de Odón de Cluny, Mayolo de Cluny y crónicas posteriores.
Dado que Odón, segundo abad de Cluny, pasó una gran cantidad de tiempo en Italia en los últimos cinco años de su vida,  se cree que Aimar fue designado como su sustituto en el funcionamiento del monasterio durante este tiempo en el que  el abad no residía en la casa madre. Nombrado coadjutor por Odón, ya aparece su nombre como abad en una carta datada en 938.
A la muerte de Odón en el año 942, según la "Vita Maiolilos",  los hermanos de Cluny tenían como favorito a Hildebrand.  Hasta dos veces suplicaron para que se convirtiera  en abad, pero esté  negó, "prefiriendo más bien obedecer que mandar", por lo cual eligieron a Aimar, a causa de su humildad.  Se atribuye a una leyenda del siglo XI, que el día de su elección, se vio a Aimar entrar al monasterio llevando un caballo cargado con peces, y los monjes quedaron tan impresionados por la vista, que inmediatamente lo eligieron abad.

## Abad de Cluny
Al igual que los abades Odón y Bernón que le precedieron en el cargo, Aimar también se dedicó a defender la regla de San Benito sin mancha. Sin embargo, a diferencia de Odón, Aimar, dotado de buenas habilidades de organización, prestó mayor atención a las preocupaciones materiales del monasterio y se dedicó a organizar de manera práctica las donaciones que el monasterio recibió. Recibió más de doscientas cincuenta donaciones, principalmente en Mâconnais , Charolais y Bresse, frente a las ochenta y cuatro que Odón había obtenido en 33 años. 
La propiedad de Cluny se expandió notablemente en su época como abad. Dos abadías adicionales quedaron bajo la jurisdicción de Cluny, la abadía de Celsiniacus (Sauxillanges)  y la abadía de San Amand, cerca de St. Paul-Trois-Chateaux. La abadía de Sauxillanges fue fundada por dos donaciones sucesivas, una en 917 por el duque Guillermo I de Aquitania, y  el 11 de octubre de 927 por su sobrino, el duque Acfredus, Acfredo de Aquitania. La carta otorgada por el duque es considerada el acto fundacional de la abadía (927). La abadía de Sauxillanges fue puesta bajo la autoridad de Cluny por Esteban II, obispo de Clermont (950). El rey Luis IV de Francia, a petición del obispo, confirmó la posesión de Cluny.  En el 958 Conrado II, rey de Borgoña, a petición de Boson, conde de Provenza, le dio a Cluny la abadía de San Amand 

## Ceguera
Aimar quedó ciego en sus últimos años y renunció como abad en el año 954, once años antes de su fallecimiento. Se decía que había soportado su ceguera sin manifestar la menor queja al respecto.
Dado su estado, solicitó a los monjes que elijan un nuevo abad, y les instó a elegir a Mayolo de Cluny, como lo hicieron. "Enfermo, ciego y cansado, ya no puedo ser responsable de los intereses del monasterio, ni cuidar de manera adecuada su bienestar. Porque es bien sabido que no solo el espíritu de valentía de los soldados deriva de su clase, y su coraje, por su magnanimidad y audacia, sino que si él, su líder, es negligente, también pierden su virtud. La salud de todo el cuerpo está en la cabeza, y si es sólida, también lo son los miembros. Si el rey pierde el coraje, todos sus seguidores, incluso los más fuertes y varoniles, son vencidos por los temores femeninos. Si la cabeza se lesiona, todo el cuerpo sufre. Ahora yo, que los conduzco en la milicia celestial ante toda la iglesia, velen por su bienestar como su cabeza. Soy viejo, enfermo, ciego y no puedo seguir manteniendo esta responsabilidad. Ejercitad, por lo tanto, a vuestra discreción y elejid un padre que os guiará en el camino de Dios, y como columna de luz en la noche de la ofensa, dirija vuestros pasos. Porque si un barco sin un timón no puede alcanzar el puerto, tampoco lo pueden vuestras almas sin un piloto."
Mayolo inicialmente dudó por tres días aceptar la posición de abad, pero finalmente cedió y aceptó.
Después de que Mayolo se convirtiera en abad, Aimar se fue a vivir el resto de sus años a la enfermería. Una historia acerca de él cuenta como un día que quería un pedazo de queso, le pidió al monje cillerero que fuera al sótano para conseguirlo. El monje respondió bruscamente señalando que tener tantos abades era una molestia, y que no podía seguir todas sus órdenes. Posteriormente reflexionó sobre el agravio y pidió que lo llevaran a la sala capitular. Se acercó a Mayolo y le dijo: «Hermano Mayolo , no te he puesto sobre mí para que me persigas o me ordenes como un maestro ordena a un discípulo, sino para que, como hijo, tengas compasión de tu padre». y después de muchas otras palabras, él dijo: "¿Eres tú mi monje?"  Mayolo respondió que sí, por lo que Aimar dijo: "De ser así, abandona tu asiento y toma el que antes tenías". Inmediatamente  Mayolo obedeció y Aimar se sentó en la silla del abad. Luego reprendió al monje que no le consiguió el pedazo de queso y lo llamó a hacer penitencia. Se bajó de la silla del abad y ordenó a Mayolo que regresara y se sentara de nuevo.
El nombre de Aimar  todavía aparece en los registros de Cluny como abad durante años después de su renuncia, pero se conocen pocos detalles sobre él en ese período. Murió en el año 965.
| Predecesor: Odón de Cluny 926-942 | Abad de Cluny Aimar de Cluny 942-954 | Sucesor: Mayolo de Cluny 954 - 994 |